# Élisabeth Vigée-Le Brun
Marie Louise Élisabeth Vigée-Le Brun, ook wel Vigée-Lebrun, née Vigée, (Parijs, 16 april 1755 - Louveciennes, 30 maart 1842) was een Franse schilderes. Ze is vooral bekend geworden dankzij haar portretten van koningin Marie-Antoinette en leden van de Europese adel.

## Levensloop

### Jeugd en huwelijk
Élisabeth was een dochter van kunstschilder Louis Vigée en Jeanne Maissin. Haar eerste vijf levensjaren werd ze verzorgd door een boerenfamilie bij Chartres, terug in Parijs verbleef ze in het internaat van een kloosterschool. Vanaf 1767 woonde ze thuis en kreeg ze tekenles van haar vader, die echter hetzelfde jaar nog overleed.
Daarna studeerde ze bij Gabriel Briard en Horace Vernet. Ook Jean-Baptiste Greuze had invloed op de ontwikkeling van haar neoclassicistische stijl. Vanaf haar vijftiende verdiende ze haar geld met het maken van portretten, al moest ze in 1774 haar atelier tijdelijk sluiten omdat ze geen licentie had. Net als haar vader werd ze lid van de Académie de Saint-Luc. Op de salon van deze corporatie van kunstenaars waar ze haar werk tentoonstelde, leerde ze haar toekomstige echtgenoot kennen. In 1776 trouwde Élisabeth Vigée in de Saint-Eustachekerk met Jean Baptiste Pierre Le Brun. Hij was ook kunstschilder, maar vestigde zich later als kunsthandelaar. In 1780 werd Jeanne Julie Louise geboren, haar enige kind.
Naast haar woonde - in een huis, dat ook gekocht was door haar echtgenoot - de kunstschilder van historieschilderijen François-Guillaume Ménageot, die lid was van de Académie Royale (Koninklijke Academie voor Beeldhouw- en Schilderkunst). Een van zijn leerlingen was Marie-Victoire Lemoine (1754 - 1820), die mogelijk ook lessen nam bij Vigée-Le Brun.

### Porttrettiste

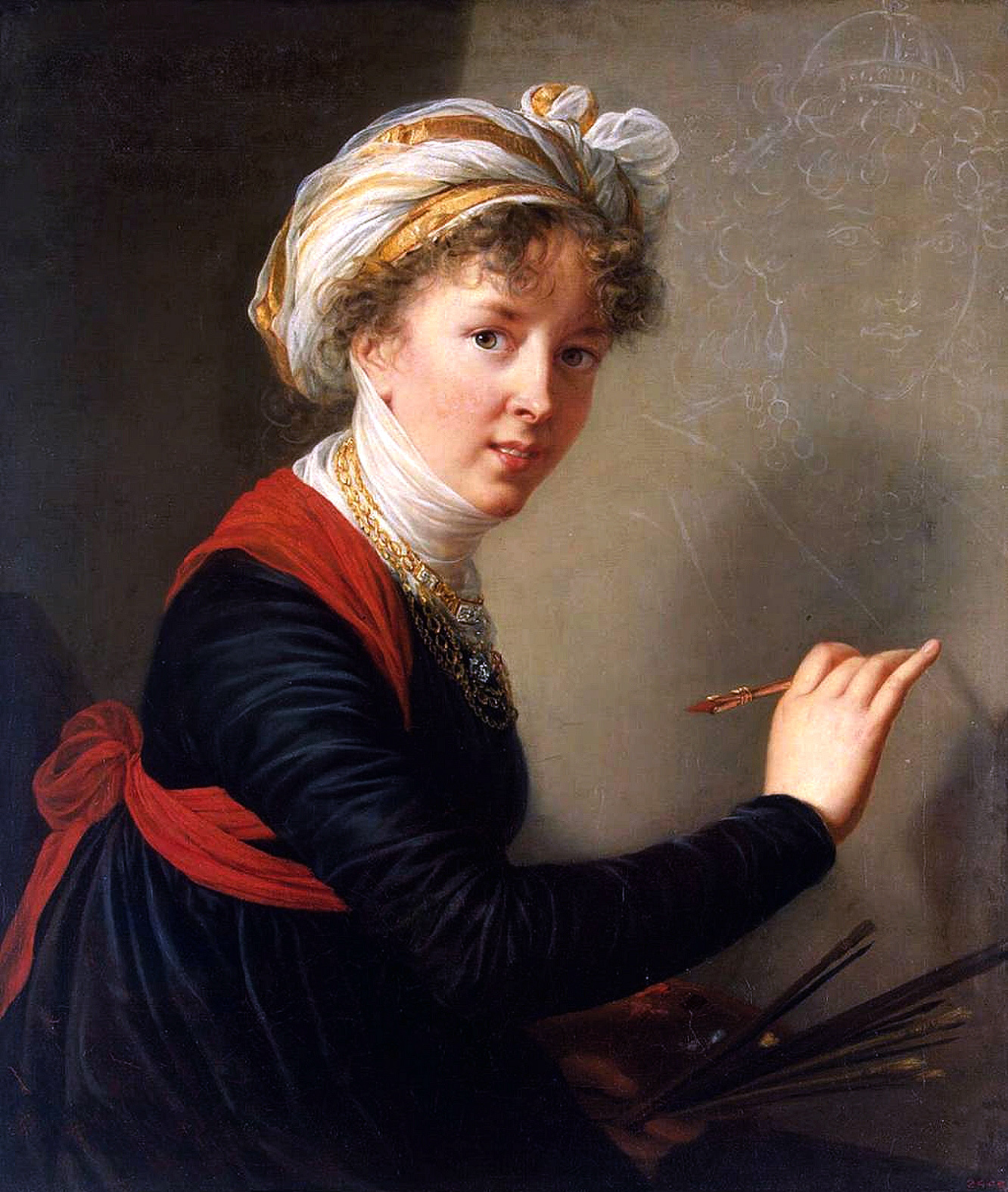
Zelfportret, 1800

Ze ontwikkelde zich in de jaren 1770 tot een veelgevraagde portretschilder. Ook koningin Marie Antoinette liet zich vanaf 1778 meermaals door Vigée-Le Brun portretteren; andere leden van het hof volgden. In 1781 maakte ze met haar echtgenoot een reis door de noordelijke en zuidelijke Nederlanden, waar ze de schildertechniek van de Vlaamse en Hollandse meesters bestudeerde. Ze vervaardigde hier ook enkele portretten. 
Net als veel Parijse kunstenaars had Vigée-Le Brun te lijden onder de sluiting van overheidswege van de Académie de Saint-Luc in 1777. Deze Académie bood op haar salons aan haar leden de kans hun werken aan een groot publiek te tonen. De enige andere mogelijkheid daartoe bood de Académie Royale met haar jaarlijkse salon dat in het Louvre werd gehouden. Haar kandidatuur werd echter door de directeur van de Académie Royale geweigerd. 
In 1783 werd ze toch lid van de Académie Royale als historieschilder. Het bestuur van de academie maakte bezwaar tegen haar kandidatuur, maar de benoeming vond na tussenkomst van Marie Antoinette toch doorgang. Op de Salon van 1783 exposeerde ze Marie Antoinette en chemise. Dit portret van een koningin in een informeel licht kleed werd als ongepast ervaren en moest worden vervangen door een gelijkaardig portret van de koninging, ditmaal in formelere kleding. Ondanks de eerdere koele ontvangst prezen critici haar in 1785 vanwege het, op de Salon van de Académie getoonde, werk. Ze exposeerde een laatste maal op de Salon in 1789.
Door haar succes en vele contacten in de "société" werd Vigée-Le Brun in de jaren voor de Revolutie zelf ook een bekend figuur. Haar werden, overigens zonder enig bewijs, tal van buitenechtelijke relaties toegedicht. In 1789 werden zelfs gefingeerde liefdesbrieven tussen haar en de minister van financiën, Calonne, gepubliceerd.

### Ballingschap
Vigée-Le Brun behoorde tot de eerste golf vluchtelingen die na het uitbreken van de Revolutie het land verlieten. Vanaf eind 1789 verbleef ze met haar dochter in Italië, waar ze met succes haar carrière voortzette; in 1792 ging ze naar Wenen, in 1795 naar Rusland. Haar twaalf jaar durende ballingschap werd een triomftocht langs de Europese aristocratie.
In Frankrijk werd ze intussen bestempeld als royaliste en haar eigendommen werden in beslag genomen. Haar echtgenoot schreef vergeefs een verweerschrift, zat tijdens de terreur zelf enige tijd gevangen en voelde zich genoodzaakt een scheiding aan te vragen om zijn bezit te redden. Desondanks werden in 1800  de maatregelen tegen Vigée-Le Brun opgeheven. Na nog een langdurig verblijf in Berlijn keerde ze in 1802 naar Frankrijk terug.

### Latere jaren
Ten tijde van de Vrede van Amiens tussen Frankrijk en Engeland werkte ze in Londen, waar ze onder andere Lord Byron portretteerde. In 1805 reisde ze via Holland naar Parijs terug. Haar relatie met de Bonapartes was echter niet bijzonder goed; de enige bestelling van het keizerlijke hof, was een portret van Napoleons zuster Carolina Bonaparte in 1807.
Vanaf 1809 bewoonde Vigée-Le Brun een buitenverblijf in Louveciennes. Als vrouw werd ze niet toegelaten tot de Académie des beaux-arts, opgericht binnen het Institut de France. In 1817 en 1824 exposeerde ze nog op de Salon, en tussen 1835 en 1837 publiceerde ze haar memoires. Ze overleed in 1842 en werd begraven op het kerkhof van Louveciennes. Hier ligt ze tot op heden.

## Tijdgenotes
Élisabeth Vigée-Lebrun behoorde naast Angelika Kauffmann (1741–1807), Adélaïde Labille-Guiard (1749–1803) en Marguerite Gérard (1761-1837) tot de bekendste schilderessen van haar tijd.

## Werk
Het oeuvre van Vigée-Le Brun bestaat uit ca. 660 portretten en 200 landschappen. De portretten hebben vaak meer glamour dan diepgang, maar geven een interessant tijdsbeeld.

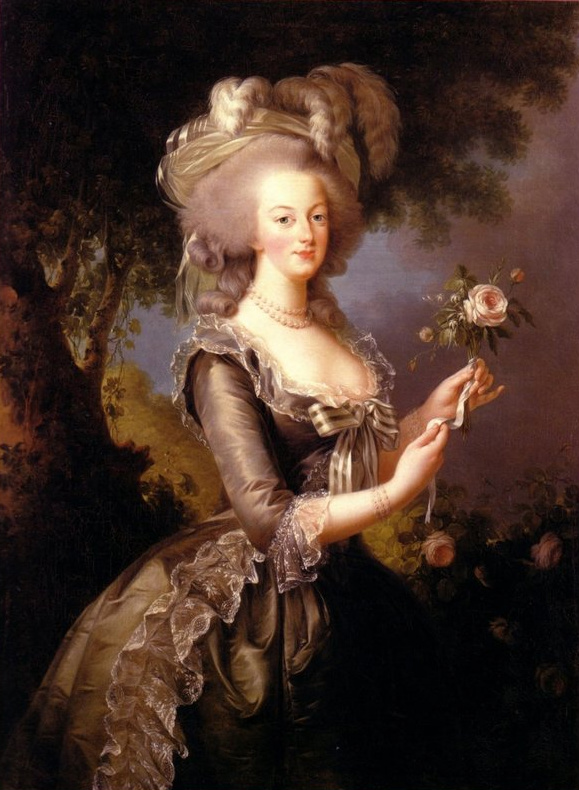
Portret van Marie Antoinette, 1783, Kasteel van Versailles
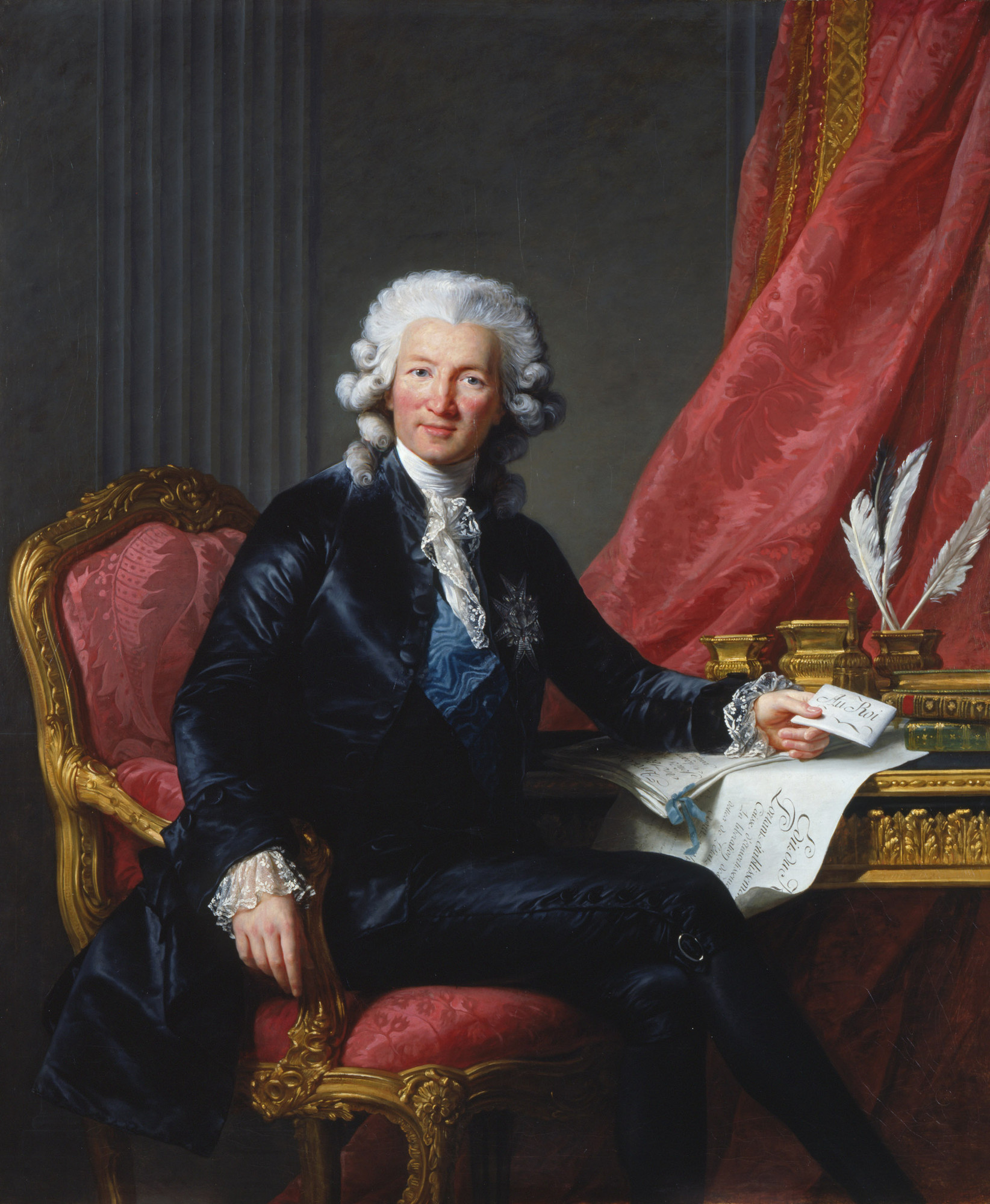
Portret van Charles Alexandre de Calonne, 1784, Royal Collection
Portret van gravin Catharina Skavronskaja, 1790
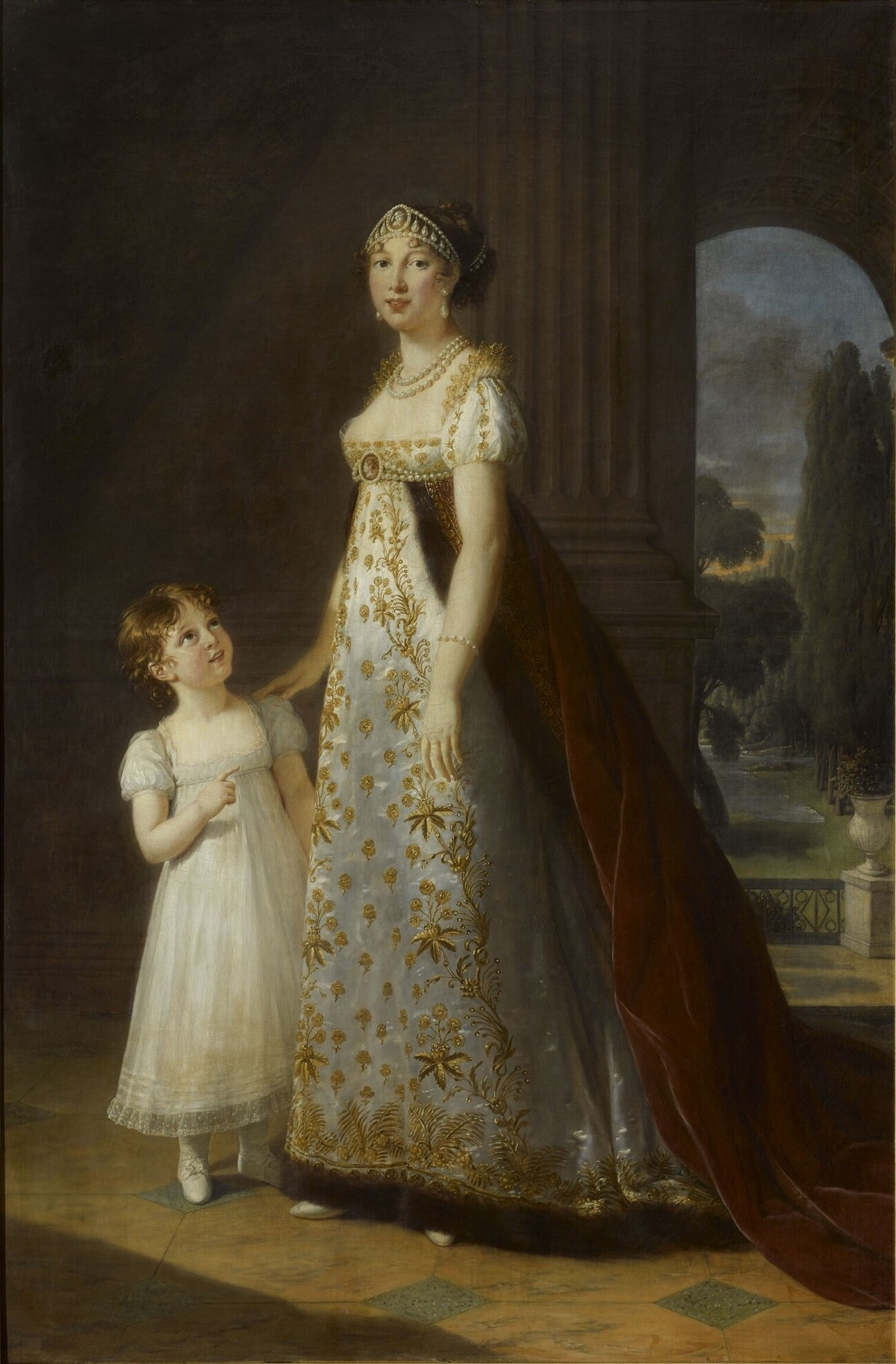
Portret van Caroline Murat, Napoleons jongste zus, met haar dochter Letizia, 1807, Kasteel van Versailles

## Vernoeming
In 1991 werd een inslagkrater op de planeet Venus naar haar vernoemd.
- Bibsys: 90131756
- Biblioteca Nacional de España: XX960337
- Bibliothèque nationale de France: cb12105724r (data)
- Catàleg d'autoritats de noms i títols de Catalunya: 981058520335306706
- CiNii: DA04453277
- Gemeinsame Normdatei: 118768417
- International Standard Name Identifier: 0000 0001 1651 5656
- KulturNav: 95b2b02a-f3a0-4838-a6ca-9d6adc6eb772
- Library of Congress Control Number: n82110153
- Nationale Bibliotheek van Letland: 000121791
- MusicBrainz: d4b36002-83ad-4629-b551-78ba2942201d
- Bibliotheek van het Japanse parlement: 01222554
- Nationale Bibliotheek van Tsjechië: js20030519008
- Nationale bibliotheek van Australië: 36535545
- Nationale Bibliotheek van Israël: 987007269674505171
- Nederlandse Thesaurus van Auteursnamen: 069906572
- RKD-Nederlands Instituut voor Kunstgeschiedenis: 80953
- Istituto Centrale per il Catalogo Unico: CFIV115753
- LIBRIS: 99777
- SNAC: w6wq0qj0
- Système universitaire de documentation: 029427738
- Museum of New Zealand Te Papa Tongarewa: 56360
- Trove: 1278546
- Union List of Artist Names: 500010070
- Virtual International Authority File: 59113411
- WorldCat: E39PBJdcwQdXQpWJh3K6VtfQbd